# Визит оркестра
«Визит оркестра» (ивр. ביקור התזמורת‎) — израильская кинокомедия 2007 года режиссёра Эрана Колирина. Лауреат многочисленных национальных и международных кинопремий.

## Сюжет
Оркестр египетской полиции прибывает в Израиль для участия в мероприятии в честь открытия арабского культурного центра в Петах-Тикве. Из-за путаницы и отсутствия встречающих музыканты решают добираться до места выступления самостоятельно и по ошибке попадают в пустынный городишко с похожим названием Бейт-Хатиква, где, по словам одной из обитательниц, нет «ни арабской культуры, ни израильской культуры — вообще никакой культуры». Поскольку обратный автобус в центр ожидается только на следующее утро, оркестрантам приходится заночевать в городке, где сердобольная владелица кафе Дина берёт на постой двух из них, а остальных определяет по домам постоянных посетителей кафе. Жителям и невольным гостям города предстоит интересная ночь…

## В ролях
| Актёр              | Роль                              |
| ------------------ | --------------------------------- |
| Сасон Габай        | Подполковник Тауфик Захария       |
| Ронит Элькабец     | Дина                              |
| Салех Бакри        | Халед                             |
| Халифа Натур       | Симон                             |
| Имад Джабарин      | Генерал-майор Камаль Адбель Назим |
| Тарик Кобти        | Иман                              |
| Эйяд Шити          | Салех                             |
| Шломи Авраам       | Папи                              |
| Руби Москович      | Ицик                              |
| Ури Гавриэль       | Аврум                             |
| Ахува Керен        | Лея                               |
| Гила Сарджон-Фишер | Ирис                              |
| Ринат Мататов      | Юла                               |

## Съёмочная группа
- Режиссёр — Эран Колирин
- Сценарист — Эран Колирин
- Продюсеры — Эйлон Рачковский, Эхуд Блайберг, Йоси Узрад, Коби Галь-Радай, Гай Якоэль
- Композитор — Хабиб Шхаде
- Оператор — Шай Гольдман
- Звукооператоры — Гиль Торен, Итай Элохев
- Костюмер — Дорон Ашкенази
- Монтаж — Арик Лейбович

## Прокат и сборы
Фестивальная премьера «Визита оркестра» состоялась на Каннском кинофестивале в мае 2007 года. Летом и в начале осени фильм был показан на фестивалях в Чехии, Греции и Канаде. В широкий прокат он вышел в сентябре в Израиле. Внефестивальный прокат в Европе начался в октябре (в Великобритании — в ноябре), в США — в декабре того же года.
В мировом прокате фильм собрал более 14,5 миллионов долларов, в том числе почти четыре миллиона во Франции, где его посмотрели 325 тысяч зрителей, и три миллиона в США, где в конце марта 2008 года он шёл одновременно более чем в 120 залах, в Германии и Швейцарии больше чем по миллиону и ещё почти по миллиону в Италии и Австралии. Прокат «Визита оркестра» в Израиле принёс свыше 1,8 миллиона долларов.

## Критика
Фильм получил преимущественно хорошие отзывы критиков. Самые высокие оценки поставили ленте рецензенты британского киноведческого журнала Empire, Chicago Sun-Times и San Francisco Chronicle и почти столь же высокие — обозреватели Entertainment Weekly и New York Post.
Обозреватель San Francisco Chronicle Дэвид Виганд отмечает «сухой юмор» и тщательно прописанный сценарий, но главным движителем картины называет всё-таки её персонажей, среди которых особенно выделяет служаку подполковника Тауфика Захарию (Сасон Габай), за чьим холодным и неприступным обликом скрывается разбитое сердце, и самого молодого оркестранта, Халеда (Салех Бакри), считающего себя неотразимым для женщин и вечно попадающего из-за этого в неудобное положение. Пол Арендт, критик Би-би-си, также основное внимание уделяет работе Габая: персонаж Габая, по его словам, похож на гибрид Хавьера Бардема и Шарля де Голля, чьё выражающее исключительно уязвлённую гордость лицо увенчано устрашающей фуражкой. Стоическое восприятие подполковником Захарией фарсовой ситуации, в которой оказался его оркестр, по словам Арендта, вносит в комедию трагическую нотку. Арендт также хорошо отзывается о чувстве юмора Эрана Колирина — сценариста и режиссёра картины — и о сопровождающей её музыке. Рецензент журнала Village Voice Скотт Фаундас особо отмечает исполнительницу роли Дины — Ронит Элькабец, за несколько лет до этого ставшую известной благодаря фильму «Поздняя свадьба», и проблему языка, вокруг которой вертятся многие юмористические эпизоды (с иронией отмечая, что пиджин, на котором в картине общаются израильтяне и египтяне, даже коренным носителям английского понятен только с субтитрами, но это не помешало не допустить «Визит оркестра» к номинации на «Оскар» за лучший фильм на иностранном языке). Острое чувство одиночества, окружающее
главных персонажей фильма и не проходящее даже во время оживлённой беседы и лёгкого флирта, ещё сильней акцентирует критик New York Times Манола Даргис. По мнению Даргис, печальная комедия Колирина содержит в себе символ ожидания «вечной весны мира».

## Награды и номинации
Фильм был удостоен «Офира» (премии Академии кино и телевидения Израиля) в 8 номинациях, в том числе:
- за лучший израильский фильм
- за лучшую режиссуру (Эран Колирин)
- за лучший сценарий (Эран Колирин)
- за лучшую женскую главную роль (Ронит Элькабец)
- за лучшую мужскую главную роль (Сасон Габай)
- за лучшую мужскую роль второго плана (Салех Бакри)

Фильм был номинирован ещё на 5 премий «Офир», включая лучшую женскую роль второго плана (Ринат Мататов).
«Визит оркестра» получил две премии Европейской киноакадемии — за лучший европейский дебют года (Эран Колирин) и за лучшую мужскую роль (Сасон Габай) — и был номинирован на премию за лучший сценарий. Выдвижению фильма на «Оскар» за лучший фильм на иностранном языке воспрепятствовало то обстоятельство, что в фильме, где израильтяне и египтяне вынуждены общаться на единственном доступном обеим сторонам языке, доля английского языка оказалась слишком велика. В связи с этим решением Академии кинематографических искусств и наук в прессе и блогах появились предположения, что «Визит оркестра» был дисквалифицирован вследствие лоббирования со стороны продюсеров другого успешного израильского кинопроекта того же года — военной драмы «Бофор». В итоге «Бофор» вошёл в шорт-лист номинантов на «Оскар», но победить не смог.
«Визит оркестра» завоевал Гран-при на следующих фестивалях:
- Иерусалимский международный кинофестиваль (приз Волджина, 2007)
- Кинофестиваль в Токио («Токийская сакура», 2007)
- Киевский Международный кинофестиваль «Молодость» («Скифский олень», 2007[16])
- Монреальский фестиваль «Новое кино» (лучший полнометражный игровой фильм, 2007)
- Синеманила (приз Лино Брока, 2008)